# Derolus iranensis
Derolus iranensis är en skalbaggsart som beskrevs av Maurice Pic 1956. Derolus iranensis ingår i släktet Derolus och familjen långhorningar.
Artens utbredningsområde är Iran. Inga underarter finns listade i Catalogue of Life.